# Orwell (Regno Unito)
Orwell è un villaggio e parrocchia civile dell'Inghilterra, appartenente alla contea del Cambridgeshire.